# Мали шеф
Мали шеф (енгл. The Boss Baby) америчка је 3D рачунарски анимирана комедија из 2017. године. Филм се темељи на истоименој сликовници из 2010. коју је написала Марла Фрејзи. Продуцирао га је DreamWorks Animation, режирао Том Макгрет, а сценарио је написао Мајкл Макилерс. Гласове улогама дали су: Алек Болдвин и Мајлс Башки као главни ликови, Стив Бусеми, Џими Кимел, Лиса Кудроу и Тоби Магвајер. Фабула прати бебу која је тајни агент у рату за љубав одраслих између беба и штенаца.
Мали шеф је премијерно приказан на Међународном филмском фестивалу у Мајамију 12. марта 2017, а објавио га је 20th Century Fox 31. марта исте године. Након објављивања, филм је примио мешовите рецензије критичара, а зарадио је 528 милиона долара широм света у поређењу с његовим буџетом од 125 милиона долара. Био је номинован за најбољи анимирани филм на 90. додели Оскара, 45. додели Награда Ени и на 75. додели Златног глобуса, али је изгубио од Disney-јевог/Pixar-овог филма Коко.
Наставак, Мали шеф: Породични бизнис, објављен је 2. јула 2021, док је Netflix-ова ТВ серија, Мали шеф: Назад на посао, премијерно приказана 6. априла 2018. године.

## Радња
Ово је урнебесна породична комедија о томе како долазак бебе утиче на породицу, испричану из угла величанствено непоузданог наратора – седмогодишњег брата Тима са развијеном бујном маштом. Најнеобичнији мали шеф стиже у Тимову кућу таксијем, носећи одело, актнташну и говорећи гласом и доскочицама Алека Болдвина. Братско ривалство је нерадо скрајнуто у други план кад Тим открије да је Мали шеф заправо шпијун на тајном задатку, и само он може да му помогне. Започиње одважна авантура док се мали враголани припремају да осујете подли план који обухвата епску борбу између паса и беба.